# Jelcz L11
Jelcz L11 — пригородный высокопольный автобус, выпускавшийся польским производителем Jelcz в 1987—1989 годах.

## История
Автобус Jelcz L11 базировался на шасси Csepel, которое также использовалось для производства Ikarus 260. Длина кузова укорочена до 11 мм, в сравнении с Jelcz PR110.
В отличие от базовой модели Jelcz M11, автобус Jelcz L11 обслуживает пригородные маршруты. В салоне по два ряда сидений, обшитых дерматоидом. Автобус оснащён тахографом, занавесками на боковых окнах и сетчатыми багажными полками для хранения ручной клади. Максимальная скорость составляет 98 км/ч.
Автобус оснащался дизельным двигателем внутреннего сгорания Raba MAN D 2156 HM объёмом 10,35 л, мощностью 192 л. с. при 2100 об/мин и крутящим моментом 696 Н*м при 1300 об/мин.
В 1988 году средняя дверь автобуса была отсечена, поскольку он позиционировался, как пригородный. Такие модели получили название L11/2. Всего было выпущено 1000 экземпляров.